# 光厳寺 (あきる野市)
光厳寺（こうごんじ）は、東京都あきる野市にある臨済宗建長寺派の寺院。

## 歴史
建武年間（1334年 - 1338年）、足利尊氏の開基である。足利尊氏は、建長寺より広智禅師を招いて開山した。光厳天皇は、当寺を「光厳寺」と命名した。当寺の扁額は光厳天皇直筆の勅額といわれている。
その後、火災に遭ったが、1567年（永禄10年）に北条氏照が再興している。その後も度々火災に遭っており、現在の建物は昭和期に建てられたものである。

## 文化財
- 木造釈迦如来坐像（東京都指定有形文化財 昭和27年11月3日指定）[2]
- 光厳寺のヤマザクラ（東京都指定天然記念物 平成5年3月22日指定）[3]
- 光厳寺絹本着色仏涅槃図（あきる野市有形文化財 昭和44年7月10日指定）[4]
- 光厳寺扁額（あきる野市有形文化財 昭和44年7月10日指定）[4]
- ところ芋の碑（あきる野市有形文化財 昭和59年11月25日指定）[4]

## 交通アクセス
- 路線バス沢戸橋停留所より徒歩10分。